# 신밧드의 7번째 모험
《신밧드의 7번째 모험》(영어: The 7th Voyage of Sinbad)은 1958년 개봉한 미국의 판타지 모험 영화이다. 네이선 주런이 감독을, 케네스 콜브가 각본을 맡았으며, 천일야화의 신드바드 이야기를 영화화한 작품이다. 2008년 미국 국립영화등기부에 등재되었다.

## 줄거리
신밧드는 콜로사 섬에 도착하여 거대한 외눈박이 괴물에게 쫓기는 마법사 소쿠라를 만난다. 소쿠라는 괴물에게 마법 램프를 빼앗기고, 신밧드는 공주 파리사가 함께 타고 있었기에 섬으로 돌아가자는 소쿠라의 요청을 거절한다. 신밧드와 파리사 공주의 결혼은 신밧드의 고향 바그다드와 파리사의 왕국 찬드라 사이의 평화를 다지기 위한 것이었다.
바그다드에 도착 후 결혼 축제에서 소쿠라는 마법을 선보이며 파리사의 시녀를 뱀으로 변신시킨다. 소쿠라의 능력에도 불구하고 바그다드 왕은 콜로사 섬으로 돌아가려는 마법사를 돕기를 거부한다. 그날 밤, 소쿠라는 몰래 공주를 작게 만들어버리고 이에 격분한 찬드라 왕은 바그다드에 전쟁을 선포한다. 결국 신밧드와 바그다드 왕은 소쿠라의 요구에 따라 파리사를 원래대로 되돌릴 수 있는 로크 새의 알껍데기를 찾기 위해 콜로사 섬으로 향한다. 소쿠라는 섬의 거대 괴물로부터 보호하기 위해 거대한 석궁 설계도를 신밧드에게 준다.
신밧드는 감옥에서 죄수들을 모집하여 콜로사 섬으로 향하지만, 배신자 카림의 선동으로 선원들은 반란을 일으켜 소쿠라, 신밧드와 그의 부하들을 포로로 잡는다. 폭풍우 속에서 들려오는 악마의 울음소리에 선원들이 미쳐 날뛰자, 신밧드는 풀려나 배를 구해낸다. 콜로사 섬에 도착한 신밧드는 소쿠라와 함께 외눈박이 괴물이 사는 계곡으로 향하고, 신밧드는 부하들과 함께 괴물의 보물 동굴을 발견하지만 포로로 잡힌다. 소쿠라는 신밧드를 돕는 대신 마법 램프를 손에 넣고, 도망치던 중 외눈박이 괴물에게 부하들을 잃는다. 파리사의 도움으로 신밧드는 탈출에 성공하고, 외눈박이 괴물을 절벽으로 유인해 죽인다. 파리사를 원래대로 되돌릴 때까지 램프를 보관하기로 결심한다.
소쿠라는 신밧드와 그의 부하들을 거대한 로크 새의 둥지로 데려가지만, 배고픔에 지친 부하들은 로크 새 알을 깨뜨려 새끼를 죽이고 구워 먹는다. 파리사는 마법 램프 속에서 아이 같은 지니 바라니와 친구가 되고, 자유를 약속받는 대가로 그를 소환하는 방법을 배운다. 어미 로크 새가 돌아와 부하들을 모두 죽이고, 신밧드는 로크 새에게 잡혀 둥지에 떨어진다. 소쿠라는 하루파를 죽이고 공주를 납치해 자신의 지하 요새로 데려간다.
신밧드는 정신을 차리고 램프를 문질러 바라니를 소환하여, 그의 도움으로 소쿠라의 요새에 잠입하고 사슬에 묶인 용을 피해 소쿠라에게 도착한다. 소쿠라는 공주를 원래 크기로 되돌리지만, 신밧드가 램프를 넘기기를 거부하자 해골 전사를 소환한다. 신밧드는 지니의 도움으로 동굴을 탈출하고 램프를 용암에 던져 바라니를 해방시킨다. 동굴을 나오자 또 다른 외눈박이 괴물이 나타나지만, 신밧드는 용을 풀어 괴물을 죽이게 한다. 신밧드는 용과 싸우다 죽어가던 소쿠라에게 복수하고, 바그다드로 돌아간다. 인간이 된 바라니는 신밧드의 선실에서 외눈박이 괴물의 보물을 발견하고, 신밧드와 파리사의 결혼 선물로 제공하며 영화가 끝난다.

## 출연
- 커윈 매슈스 - 신밧드 역
- 캐스린 그랜트 - 파리사 공주 역
- 리처드 아이어 - 바라니 역
- 토린 대처 - 소쿠라 역
- 앨릭 맹고 - 칼리프 역
- 해럴드 캐스킷 - 술탄 역
- 앨프리드 브라운 - 하루파 역
- 나나 데에레라 - 사디 역
- 니노 팔랑가 - 깡마른 항해사 역
- 루이스 게데스 - 선원 역
- 비르질리우 테이셰이라 - 알리 역
- 대니 그린 - 카림 역
- 후안 올라기벨 - 골라르 역